# Semaeomyia angustata
Semaeomyia angustata är en stekelart som först beskrevs av Theodore Henry Frison 1922.  Semaeomyia angustata ingår i släktet Semaeomyia och familjen hungersteklar. Inga underarter finns listade i Catalogue of Life.